# Ludwigsmonument

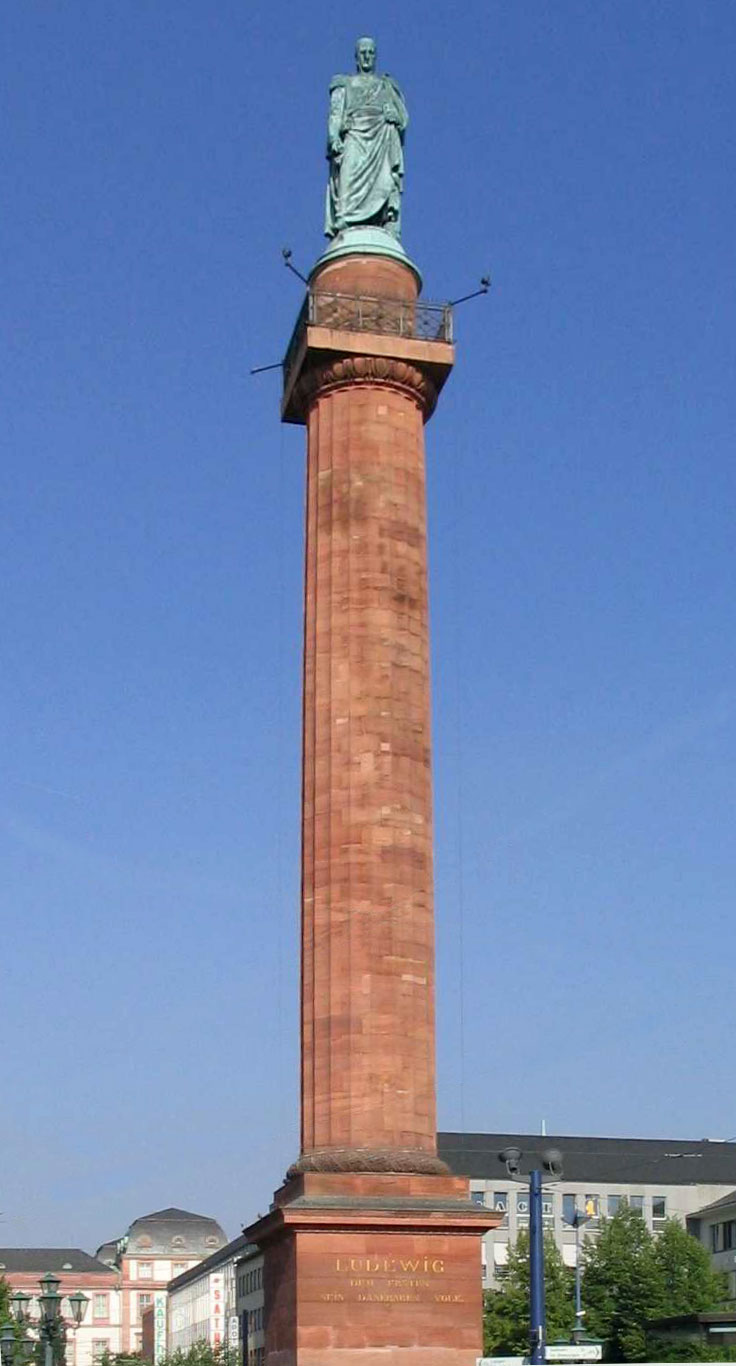
Ludwigsmonument in Darmstadt

Das Ludwigsmonument (umgangssprachlich Langer Lui oder Langer Ludwig) ist ein Denkmal für  Ludewig I., den ersten Großherzog von Hessen und bei Rhein, und ein Wahrzeichen der Stadt Darmstadt. Es steht auf dem Luisenplatz in Darmstadt, der nach Großherzogin Luise von Hessen-Darmstadt, der Ehefrau Ludewigs I. benannt ist.

## Das Monument

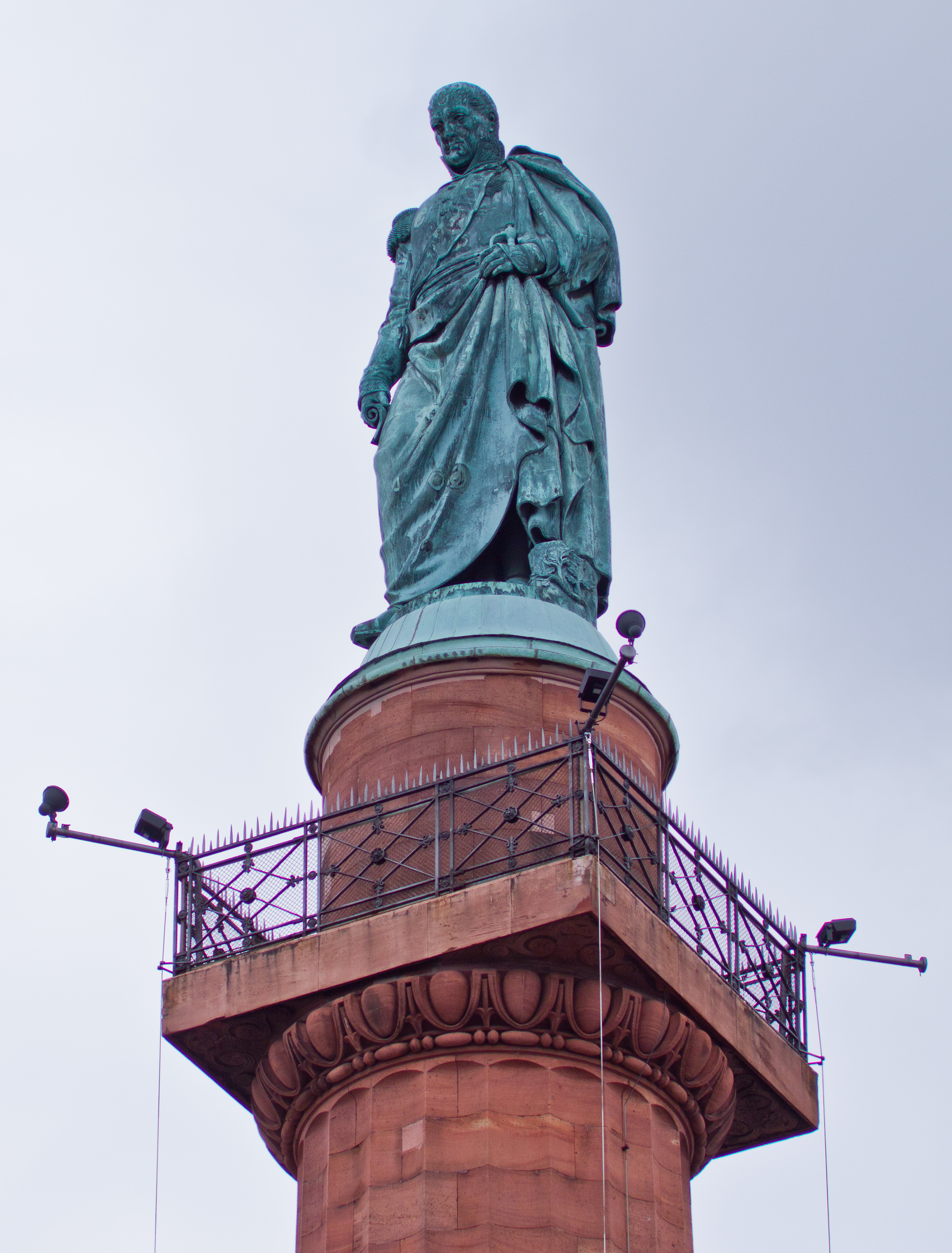
Statue an der Spitze

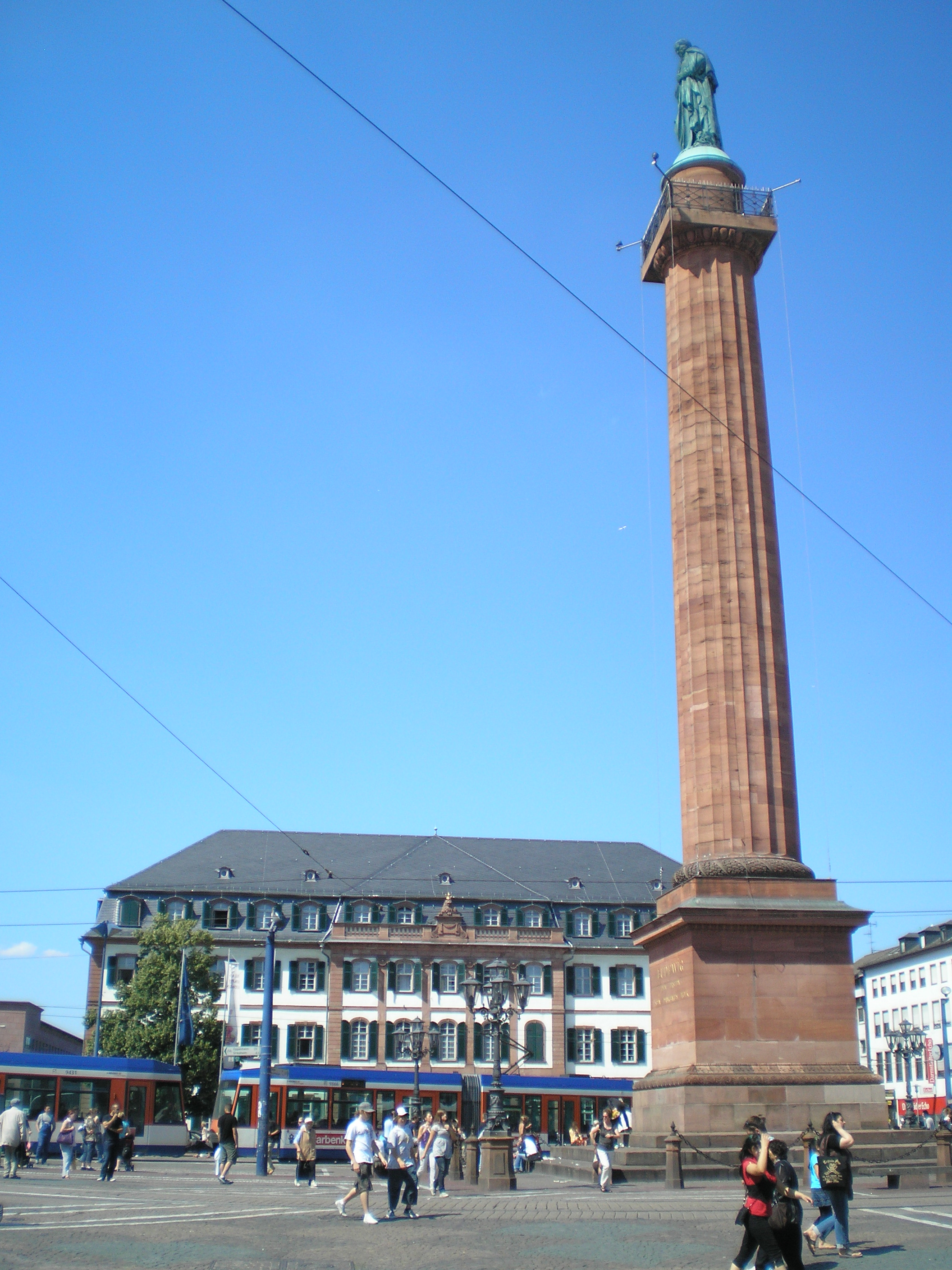
Ludwigsmonument vor dem Kollegiengebäude auf dem Luisenplatz

Die Grundsteinlegung des im Zentrum Darmstadts stehenden Denkmals fand am 14. Juni 1841 statt, dem Geburtstag von Ludwig I. und seinem 11. Todestag. Am 25. August 1844 wurde das Bauwerk feierlich eingeweiht. Die Säule wurde entworfen von Georg Moller und Balthasar Harres; die Statue von Ludwig Schwanthaler, gegossen von Johann Baptist Stiglmaier.
Die 5,45 m hohe und 5400 kg schwere Statue aus Bronze stellt Ludwig I. dar, der in seiner rechten Hand die Verfassungsurkunde eingerollt hält. Sein Blick richtet sich nach Rheinhessen auf die während seiner Regierungszeit neu erworbenen Ländereien. Die Statue wurde zum Dank für die Verabschiedung der Verfassung von 1820 gestiftet und ist heute eines der bekanntesten städtischen Denkmale. Durch die Säule führt eine Wendeltreppe über 172 Stufen zur 30,04 m hohen Aussichtsplattform am Fuße der Statue, die Gesamthöhe beträgt 39,15 m. Raffiniert ist der Zugang – man erreicht die Treppe nicht durch eine Tür im Sockel, sondern durch eine außerhalb des Monuments befindliche Falltür.
Die Eintrittsgelder fließen in die ehrenamtliche Arbeit des Roten Kreuzes Darmstadt-Mitte.

## Zur Geschichte des Denkmals

### Entwurf und Standortwahl
Das Ludwigsmonument ist heute neben dem Ensemble Mathildenhöhe mit seinem Hochzeitsturm eines der bekanntesten Wahrzeichen der Stadt Darmstadt und besonders im Westen der Stadt weithin sichtbar. Die eigentliche Geschichte des Monuments begann bereits im Mai 1837, als zwölf Darmstädter Bürger alle Bewohner des Großherzogtums Hessen aufforderten, für die Errichtung eines Monuments zu spenden. Es sollte Ludwig I., Großherzog von Hessen und bei Rhein, gewidmet sein, dem das Großherzogtum Hessen seine größte Ausdehnung und die Residenz Darmstadt eine neue Blüte verdankte. Ludwig I. sollte durch dieses Monument nicht nur als Wohltäter des Landes im Allgemeinen, sondern insbesondere als Stifter der hessischen Verfassung von 1820 gewürdigt werden.
Der Entwurf Johann Baptist Scholls, der eher ein „kolossales Standbild aus carraischem Marmor, stehend auf einem Priedstal von grauem Marmor, ruhend auf einem Untersatz von festem Sandstein, begrenzt von vier auf Ecken liegenden Löwen“ vorsah, wurde ebenso verworfen wie der Entwurf eines Verfassungsbrunnens des Hofbaumeisters und Mollerschülers Georg Lerch, der auf eine figürliche Darstellung Ludwigs I. vollständig verzichten wollte. Der im Dezember 1837 gebildete „Ausschuß zur Ausführung des Monuments“ unter der Leitung von Prinz August von Sayn-Wittgenstein entschied sich gegen ein Denkmal in bescheidenerer Form zugunsten eines Säulenmonumentes. Auch vom ursprünglichen Aufstellungsort, dem Mathildenplatz, war nicht mehr die Rede.
Am 1. Juni 1839 genehmigte Großherzog Ludwig II. die Aufstellung des Säulendenkmals auf dem Luisenplatz, nicht ohne Grund, denn dieser Platz war durch die von Ludwig I. betriebene und von Georg Moller umgesetzte Stadterweiterung zum neuen zentralen Platz der Residenz geworden. Aber auch das Denkmal selbst bekam einen neuen Inhalt, da der regierende Großherzog und seine konservative Regierung seit Jahren einer der hessischen Verfassung zuwiderlaufende Restaurationspolitik betrieben. Das Verfassungsdenkmal wurde deshalb in ein Fürstendenkmal umgewidmet, durch das der erste Großherzog verherrlicht und sinnbildlich hoch über sein Volk erhoben wurde. In der Sockelinschrift ist denn auch, anders als in der Inschrift des Scholl’schen Entwurfs, nicht von der Verfassung, sondern nur vom „dankbaren Volk“ die Rede. Und die Verfassungsurkunde in der rechten Hand der Statue des Großherzogs ist selbst mit dem Fernglas kaum zu erkennen. Aus dem nicht allzu großen Verfassungsdenkmal auf einem etwas abseits gelegenen Platz war nun ein riesiges Monument auf dem zentralen Platz der Residenz geworden, was bei der Bürgerschaft keinen uneingeschränkten Beifall auslöste, auch wenn die damaligen Grußworte und Huldigungsgedichte anlässlich der Enthüllung einen anderen Eindruck zu erwecken versuchten.

### Bau und Enthüllung

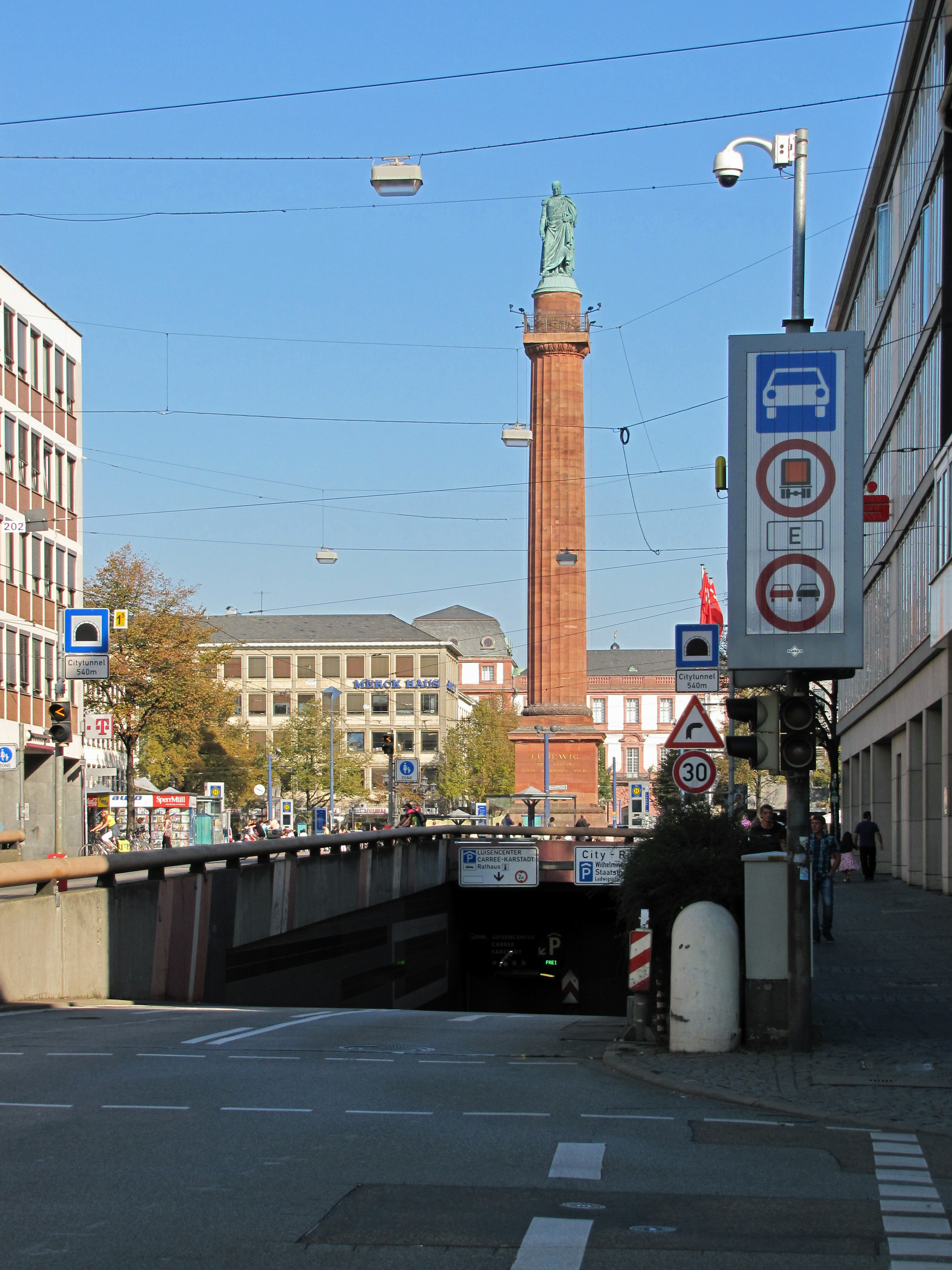
Ansicht von der Rheinstraße hinter der Tunneleinfahrt

1840 begannen die Arbeiten. Georg Moller entwarf die Sandsteinsäule, die von Hofbaumeister Arnold ausgeführt wurde. Den ornamentalen Schmuck der Säule besorgte Johann Baptist Scholl und mit der Gestaltung der Statue wurde der Münchener Bildhauer Ludwig Schwanthaler beauftragt. Die Grundsteinlegung erfolgte am 14. Juni 1841, dem Geburtstag Ludwigs, verbunden mit einem großen Festzug und einem großen Aufmarsch auf dem Luisenplatz. 1842 wurde der Sockel, 1843 der Säulenschaft errichtet.
Im Frühjahr 1844 folgten das Kapitell und der Schlussstein als Untersatz für das Standbild. Am 14. Juni wurde die inzwischen von Johann Baptist Stiglmaier fertiggestellte und nach Darmstadt transportierte, über fünf Tonnen schwere Statue hinaufgezogen und aufgesetzt.
Mit einem der größten Feste, das Darmstadt bis dahin gesehen hatte, wurde die feierliche Enthüllung des Ludwigsmonuments begangen. In Anwesenheit von allem, was Rang und Namen hatte, wurde mehrere Tage gefeiert. Neben einem großen Volksfest auf dem Exerzierplatz wurde Darmstadt bereits damals seinem Ruf als Kulturstadt gerecht: Händels Alexanderfest wurde im Zeughaus durch 600 Sänger und an einem weiteren Tag die Oper Ferdinand Cortez von Johann Friedrich Naue im Hoftheater aufgeführt.

### Zweiter Weltkrieg und Nachkriegszeit
Das Ludwigsmonument überstand die Umbenennung seines Standortes in „Adolf-Hitler-Platz“, ging relativ unbeschädigt aus der Zerstörung der Umgebung in der Brandnacht 1944 hervor und blickte jahrelang auf eine Ruinen- und Trümmerwüste herab. Am 20. Februar 1950 gelang es dem Dachdeckermeister Ackermann, der Statue eine Narrenkappe aufzusetzen. Diese Erstbesteigung bekam eine unvermutete Bedeutung dadurch, dass Ackermann in der Statue Löcher von Geschosseinschlägen feststellte, die Regenwasser in das Fundament sickern ließen und die Standsicherheit des Monuments gefährdeten.
Die Kriegsschäden wurden 1952 und 1953 beseitigt. In den Folgejahren gelangte die Säule zu eher trauriger Berühmtheit, als sich viermal Menschen in Selbsttötungsabsicht von ihr herabstürzten, was am 15. Februar 1956 zur Schließung der Aussichtsplattform führte. Nach Einbau von Sicherheitsmaßnahmen wurde sie im Sommer 1958 wieder eröffnet. Nach abermaliger Schließung ist sie seit 1975 an bestimmten Festtagen, zum Beispiel während des Heinerfestes, geöffnet.
Aufgrund des zunehmenden Verkehrschaos auf dem Luisenplatz wurden 1973 Forderungen nach einem Abbruch oder einer Versetzung dieser Darmstädter Sehenswürdigkeit laut, die jedoch ergebnislos blieben. Durch die Verlegung des Autoverkehrs in den Untergrund und die Umgestaltung des Platzes zu einer Fußgängerzone in den Jahren 1978 bis 1980 wurde das Verkehrsproblem letztendlich gelöst.